# Pueblo palembang
El pueblo palembang o palembangués (en indonesio: orang palembang; en idioma palembangués: uwong pelémbang), también conocidos como palembangueses malayos (en malayo: Melayu Palembang; en alfabeto Jawi : ملايو ڤلامبڠ) es un grupo étnico que habita en el interior de la provincia de Sumatra del Sur, en Indonesia. 
Hay algo más de 4 millones de palembangueses en Indonesia. Hablan el idioma palembang o palembangués, que es una variante del idioma malayo en Sumatra. El idioma se conoce también como musi, puesto que se habla especialmente a lo largo del río Musi y consiste en dos cadenas de dialectos separadas pero mutuamente inteligibles: musi y palembang. El dialecto urbano de palembang es una koiné que surgió en Palembang, la capital de Sumatra del Sur. Se ha convertido en una lingua franca en los principales centros de población de la provincia y, a menudo, se usa de forma poliglosa, es decir, que convive con el indonesio y otros idiomas y dialectos regionales en el área. Dado que partes del sur de Sumatra solían estar bajo el dominio directo de malayo y javanés durante mucho tiempo, las variedades de habla de Palembang y sus alrededores están significativamente influenciadas por malayo y javanés, hasta en sus vocabularios básicos.